# Danowo (Miłki)
Danowo [daˈnɔvɔ] (deutsch Dannowen, 1938–1945 Dannen) ist ein Dorf in der polnischen Woiwodschaft Ermland-Masuren, das zur Landgemeinde Miłki (Milken) im Powiat Giżycki (Kreis Lötzen) gehört.

## Geographische Lage
Danowo liegt westlich des Dannower Sees (1938–1945 Danner See, polnisch Jezioro Zgniłec) in der östlichen Mitte der Woiwodschaft Ermland-Masuren. Bis zur Kreisstadt Giżycko (Lötzen) sind es 22 Kilometer in nordwestlicher Richtung.

## Geschichte
Im Jahr 1563 wurde das kleine Dorf Dannowen gegründet. Eingemeindet war der Nachbarort Willudtken (1938–1945 Heydeck, polnisch Wyłudki). Von 1874 bis 1945 war das Dorf in den Amtsbezirk Groß Konopken (polnisch Konopki Wielkie) eingegliedert, der – 1938 in Amtsbezirk Hanffen umbenannt – zum Kreis Lötzen im Regierungsbezirk Gumbinnen (1905–1945 Regierungsbezirk Allenstein) der preußischen Provinz Ostpreußen gehörte. Von 1874 bis 1945 war Dannowen – das Dorf hieß ab 1938 Dannen – auch in das Standesamt Groß Konopken/Hanffen einbezogen.
Im Jahr 1910 hatte Dannowen 132 Einwohner. Ihre Zahl war 1933 gleichbleibend und belief sich 1939 auf 139.
Aufgrund der Bestimmungen des Versailler Vertrags stimmte die Bevölkerung im Abstimmungsgebiet Allenstein, zu dem Dannowen gehörte, am 11. Juli 1920 über die weitere staatliche Zugehörigkeit zu Ostpreußen (und damit zu Deutschland) oder den Anschluss an Polen ab. In Dannowen stimmten 100 Einwohner für den Verbleib bei Ostpreußen, auf Polen entfielen keine Stimmen.
In Kriegsfolge kam der Ort 1945 mit dem gesamten südlichen Ostpreußen zu Polen und trägt seither die polnische Namensform Danowo. Er ist jetzt Sitz eines Schulzenamtes (polnisch sołectwo) und gehört als Ortsteil zur Landgemeinde Miłki (Milken) im Powiat Giżycki (Kreis Lötzen), bis 1998 der Woiwodschaft Suwałki, seither der Woiwodschaft Ermland-Masuren zugehörig.

## Religionen
Bis 1945 war Dannowen in die evangelische Kirche Milken in der Kirchenprovinz Ostpreußen der Evangelischen Kirche der Altpreußischen Union und in die katholische Pfarrkirche St. Bruno Lötzen im Bistum Ermland eingepfarrt. 
Heute gehört Danowo zur evangelischen Pfarrei Giżycko mit der Filialkirche in Wydminy (Widminnen) innerhalb der Diözese Masuren der Evangelisch-Augsburgischen Kirche in Polen bzw. zur katholischen Pfarrkirche Miłki im Bistum Ełk der Römisch-katholischen Kirche in Polen.

## Verkehr
Danowo ist über eine Nebenstraße zu erreichen, die vier Kilometer südlich von Konopki Wielkie (Groß Konopken, 1938–1945 Hanffen) von der polnischen Landesstraße DK 63 (einstige deutsche Reichsstraße 131) abzweigt und nach Bielskie (Bilsken, 1938–1945 Billsee) führt. Eine Bahnanbindung besteht nicht.